# Roussillon, Vaucluse
Roussillon là một xã trong tỉnh Vaucluse thuộc vùng Provence-Alpes-Côte d’Azur ở đông nam nước Pháp. Xã này nằm ở khu vực có độ cao trung bình 343 mét trên mực nước biển.
Roussillon nằm trong biên giới của Parc Naturel Régional de Luberon.

## Dân số
(bron: INSEE).